# Névé des Chambres
Le névé des Chambres est un névé de France situé en Haute-Savoie, dans le massif du Giffre, sur l'ubac de la pointe de Bellegarde, en bordure de la réserve naturelle nationale de Sixt-Passy. Actuellement à l'état de reliquat, cet ancien glacier, dont il ne reste plus que le Grand Névé, sa partie supérieure, était plus étendu au point de quasiment atteindre dans les années 1950 le lac des Chambres situé quelques centaines de mètres en contrebas. Le névé est voisin d'un autre petit glacier, le glacier du Folly dont il ne subsiste plus que la partie supérieure situé sous les Avoudrues à l'ouest.